# Michael Mancienne
Michael Ian Mancienne (* 8. Januar 1988 in Isleworth, London) ist ein ehemaliger englisch-seychellischer Fußballspieler. Der Abwehrspieler konnte als Innenverteidiger und Rechtsverteidiger eingesetzt werden.

## Karriere

### Verein
Manciennes Eltern kamen 1985 von den Seychellen nach London, wo er in jungen Jahren beim FC Kingstonian mit dem Fußballspielen anfing. 
Mit sieben Jahren trat er der Fußballabteilung des FC Chelsea bei, nachdem er von einem Scout entdeckt worden war. Er debütierte noch während seiner Schulzeit für die Reservemannschaft des FC Chelsea. Im Januar 2006, also nach Erreichen des 18. Lebensjahres, unterzeichnete Mancienne einen Vertrag beim FC Chelsea. Im letzten Spiel der Saison 2005/06 wurde Mancienne in den Kader berufen und saß auf der Ersatzbank, wurde aber nicht eingesetzt. In den Spielen um das Community Shield gegen den FC Liverpool und in den ersten beiden Spielen im FA Cup gegen Manchester City und die Blackburn Rovers saß er ebenfalls auf der Bank, kam aber nicht zum Einsatz. 
Im Oktober 2006 wurde Mancienne für zwei Jahre an die Queens Park Rangers ausgeliehen. Im August 2007 unterschrieb er einen neuen Vertrag beim FC Chelsea. Zur Saison 2008/09 kehrte er zunächst zum FC Chelsea zurück, wurde jedoch im Oktober 2008 an die Wolverhampton Wanderers verliehen, bei denen er für die Hinrunde blieb. Am 25. Februar 2009 gab er sein Champions-League-Debüt gegen Juventus Turin. Zur Saison 2009/10 lieh der FC Chelsea Mancienne für zwei Jahre bis zum 30. Juni 2011 wieder an nach Wolverhampton aus.
Mancienne unterschrieb zur Saison 2011/12 beim Hamburger SV einen Vierjahresvertrag bis zum 30. Juni 2015 und erhielt die Rückennummer 3. Mitverantwortlich für den Transfer von Mancienne zum HSV waren auch die Kontakte von damaligen Sportchef des HSV, Frank Arnesen. Dieser war im Mai 2011 vom FC Chelsea zum HSV gewechselt und hatte zuvor in London unter anderem Mancienne betreut. Sein Pflichtspieldebüt für den HSV gab Mancienne am 30. Juli 2011 beim 2:1-Sieg im Erstrundenspiel des DFB-Pokals gegen den VfB Oldenburg. Am 5. August 2011 (1. Spieltag) debütierte er in der Bundesliga bei der 1:3-Niederlage im Auswärtsspiel bei Borussia Dortmund.
Zur Saison 2014/15 wechselte Mancienne zum englischen Zweitligisten Nottingham Forest.
Zuletzt stand Mancienne ab Februar 2021 beim Zweitligisten Burton Albion unter Vertrag, bei dem er seine Karriere im Sommer 2023 beendete.

### Nationalmannschaft
Mancienne war für die Auswahlmannschaften Englands sowie der Seychellen spielberechtigt. Ab 2003 durchlief er bis 2011 die englischen Nachwuchsnationalmannschaften von der U16 bis zur U21. 2005 war er Teil des englischen Kaders bei der U17-Europameisterschaft. In der Saison 2006/07 wurde Mancienne in die englische U19 berufen, nachdem er betont hatte, dass er weiterhin für England und nicht etwa wie sein Großvater für die Seychellen spielen möchte. 2009 erreichte er mit der englischen U21 das Finale der U21-Europameisterschaft. Mancienne selbst wurde zu Beginn der zweiten Halbzeit für Nedum Onuoha eingewechselt. Im Finale in Göteborg verlor man jedoch mit 0:4 gegen Deutschland. 2011 nominierte Stuart Pearce Mancienne auch für die U21-Europameisterschaft 2011. Bei diesem Turnier war Mancienne auch Kapitän. Mancienne kam in der Gruppenphase, nach der England ausschied, in zwei von drei Spielen zum Einsatz. Das Spiel gegen die Ukraine am 15. Juni 2011 war auch Manciennes letzter Einsatz für die U21.
Für das Länderspiel gegen Deutschland am 19. November 2008 wurde er von Nationaltrainer Fabio Capello für die englische A-Nationalmannschaft nominiert, kam dort jedoch nicht zum Einsatz und wurde hinterher nicht mehr erneut in den Kader berufen. Später wechselte er zum seychellischen Fußballverband und debütierte schließlich im Sommer 2022 in der seychellischen Nationalmannschaft, als er mit ihr am COSAFA Cup 2022 teilnahm. Bis März 2023 bestritt er insgesamt fünf Länderspiele.

## Erfolge

### Mit seinen Klubs
- FA Cup: Pokalsieg 2009

### Mit den Nationalmannschaften
- U-21-Fußball-Europameisterschaft: Endspielteilnahme 2009